# عبدالفتاح عصام
عبدالفتاح عصام زاده ۱۹۶۵، داور فوتبال اهل مصر است.